# Geert-Jan Jonkman
Geert-Jan Jonkman (* 24. Januar 1984 in Andijk) ist ein ehemaliger niederländischer Straßenradrennfahrer.
Geert-Jan Jonkman wurde 2003 beim Bahnrad-Weltcup in Sydney mit Gideon de Jong Dritter im Zweier-Mannschaftsfahren. Im Jahr darauf gewann er bei der U23-Bahn-Europameisterschaften in Valencia gemeinsam mit Levi Heimans, Jos Pronk und Wim Stroetinga die Silbermedaille in der Mannschaftsverfolgung, und er gewann den UIV Cup in Amsterdam zusammen mit Wim Stroetinga. In der Saison 2007 fuhr Jonkman für das niederländische Continental Team Ubbink-Syntec, wo er nationaler Meister im Scratch über 50 Kilometer auf der Bahn wurde.

## Erfolge – Bahn
2004
- Europameisterschaft – Mannschaftsverfolgung (U23) mit Levi Heimans, Jos Pronk und Wim Stroetinga
- UIV Cup – Amsterdam (mit Wim Stroetinga)

2007
- Niederländischer Meister – Scratch

## Teams
- 2007 Ubbink-Syntec
- 2008 Ubbink-Syntec
- 2009 Koga Cycling Team
- 2010 Koga Cycling Team
- 2011 Koga Cycling Team
- 2012Koga Cycling Team